# 大伴部金麻呂
大伴部 金麻呂（おおともべ の かねまろ）は、8世紀の日本の陸奥国にいた人物である。多賀城跡から出土した木簡によってのみ知られる。

## 解説
名が記された木簡 (第290号木簡) は、多賀城の政庁と外郭南門を結ぶ道路の下に、東西方向に続いていた石組みの排水溝（SD1413溝A）を作るときに使われた土の中から見つかった。溝が作られたのは8世紀前半という。
木簡には、□を判読しがたい字にあてて「長大□□金麻呂」とあり、これが大伴部とも読める状態で見つかった。大伴部は大伴氏に従った部民として東国ではよくある姓（カバネ）で、多賀城出土の木簡にも多い。金麻呂がどんな役職の「長」だったかは不明だが、同じ場所から出た木簡から、木材の納入にかかわる責任者だったのではないかと推測される。